# Plumes (film)
Pour les articles homonymes, voir Plume.
Pour plus de détails, voir Fiche technique et Distribution.
Plumes (ريش, Rish) est un film du réalisateur égyptien Omar El Zohairy sorti en 2021. Il a reçu des prix dans des festivals internationaux comme le Festival de Cannes en France, le Festival de Carthage en Tunisie.
Il s'agit du premier long-métrage de ce réalisateur, né en 1988.

## Synopsis
Le film est centré sur une mère de famille égyptienne, Oum Mario, qui doit subvenir seule aux besoins de sa famille, après la disparition de son mari. Ce dernier a été victime de la maladresse d'un magicien qui l'a transformé par erreur en poule, lors d'une fête d'anniversaire. 
Sous couvert d'absurdité, le film montre les problèmes économiques dans lesquels se débat la classe populaire égyptienne. Oum Mario se heurte à l'indifférence de la police, qui n'enregistre pas sa plainte contre le magicien, et qui lui restitue quelque temps plus tard son mari sans se préoccuper des causes ni des conséquences de l'altération qu'il a subie. Le patron de l'usine où travaillait le père de famille ne peut verser de pension à l'épouse, parce qu'il n'y a pas de preuve du décès du conjoint. Il ne peut pas non plus employer Oum Mario, parce que les femmes ne sont pas autorisées à travailler dans cet établissement. 
Le film, qui s'ouvrait sur l'image d'une figure lointaine s'immolant par le feu, a un dénouement à la fois dramatique et léger.

## Fiche technique
- Titre : Plumes
- Titre original : ريش (Rish)
- Titre anglais : Feathers
- Réalisation : Omar El Zohairy
- Scénario : Ahmed Amer et Omar El Zohairy
- Photographie : Kamal Samy
- Montage : Hisham Saqr
- Production : Juliette Lepoutre
- Société de production : Still Moving, Film-Clinic, Lagoonie Film Production, Keplerfilm et Heretic
- Société de distribution : Sophie Dulac Distribution (France)
- Pays de production :  Égypte,  France,  Pays-Bas et  Grèce
- Genre : Comédie dramatique
- Durée : 112 minutes
- Dates de sortie : 
  - France : 13 juillet 2021 (Festival de Cannes)
  - France :  23 mars 2022

## Choix des interprètes
Les acteurs sont tous des non professionnels. Ils parlent avec l'accent rural de la Haute-Égypte.
L'actrice Damiana Nassar, qui incarne la mère, est dans la réalité une habitante du village d'Al Barsha, en Haute-Égypte, et une femme au foyer.

## Récompenses
Le film a reçu le Grand prix de la Semaine de la critique au Festival de Cannes 2021 ; il est le premier long-métrage égyptien à remporter ce prix. Il a remporté également le Prix du Jury de la Fédération internationale de la presse cinématographique (FIPRESCI). Au Festival de Carthage 2021, en Tunisie, il a remporté le Golden Tanit Award pour la première œuvre, le Prix du meilleur scénario et celui de la meilleure actrice. Il a été désigné « meilleure fiction arabe » du Festival du film d’El Gouna, en Egypte.

## Accueil
Le Monde souligne le caractère novateur du film, qui «semble inventer un langage bien à lui, abrupt et à l'uppercut». Plumes ne serait pas sans rapport avec le Luis Buñuel de Terre sans pain (1933) ou de Los Olvidados (1950).
Pour le journal Libération, le film se situe «entre réalisme social et inquiétante étrangeté».
RFI parle de «fable fantastique», à l'image de la Métamorphose de Kafka.
Des députés égyptiens ont vu dans Plumes une «satire grinçante» ; ils ont reproché au réalisateur de ternir l'image du pays. Le critique de cinéma Tarek al-Chennaoui juge cette accusation sans fondement et souligne pour sa part la réussite du réalisateur qui a filmé « des enfants et des acteurs amateurs, comme Demiana Nassar, dont c'était le premier rôle, sans être didactique, d'une manière entraînante pour le public".
Sorti le 23 mars 2022 dans les salles françaises, il enregistre 13 599 entrées au box-office 2022.